# Caravanserraglio di Şəki
Il Caravanserraglio è un monumento storico di Şəki, in Azerbaigian. Una parte dell'edificio è oggi adibita ad albergo.

## Informazioni storiche
Il rapido sviluppo del commercio nel Medioevo accrebbe l'importanza dei caravanserragli nel territorio dell'Azerbaigian, favorendone la costruzione. Generalmente i caravanserragli erano costruiti sotto forma di strutture fortificate con un'unica porta.
Şəki, la più antica città dell'artigianato, della sericoltura e del commercio dell'Azerbaigian, sul cui territorio passava la grande Via della seta, collegava i centri commerciali di altri khanati e di molti paesi stranieri attraverso le rotte delle carovane.
I caravanserragli costruiti nelle città tra il XVIII e il XIX secolo erano destinati non solo all'alloggio di carovane e viaggiatori, ma anche allo svolgimento di varie transazioni commerciali.
Dei cinque grandi caravanserragli di Şəki nei secoli XVIII-XIX, solo due sono sopravvissuti ai nostri giorni.
Il complesso storico "Caravanserai" di Şəki è costituito da due magnifici caravanserragli, tradizionalmente chiamati "Yukhary" e "Ashaghy", che in azero significano rispettivamente "Superiore" e "Inferiore". La costruzione di questi caravanserragli risale al XVIII-XIX secolo d.C.

## Caravanserraglio Inferiore

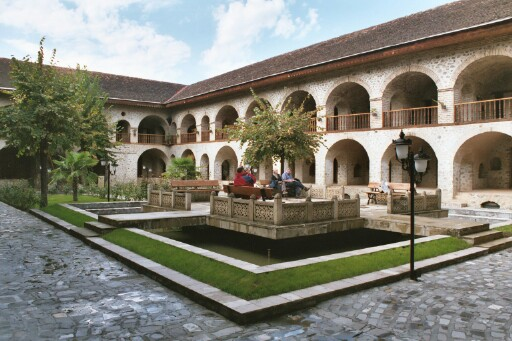

Il caravanserraglio Inferiore, leggermente più grande del Caravansaraglio Superiore in termini di superficie totale, è alto 12 metri nella parte rivolta verso la strada, e 10 metri nei lati est e ovest. Ha una forma rettangolare con un ampio cortile interno, al centro del quale si trova una vasca. La superficie totale del caravanserraglio è di 8 000 m² (86 000 ft²) e le sue dimensioni sono 55 m × 85 m (180 ft × 279 ft). Quattro ingressi conducono al cortile dai quattro angoli dell'edificio. Ci sono 242 camere.
Storicamente nella locanda c'erano botteghe mercantili e magazzini, ma il primo piano era destinato agli ospiti ai quali venivano affittate le camere. Ogni stanza aveva un foro che era collegato al piano terra con una scala a pioli, che rendeva più facile per i mercanti controllare la sicurezza delle loro merci.
Dal 1988 il caravanserraglio inferiore è adibito a complesso alberghiero per turisti, ospiti della città e residenti locali.

## Caravanserraglio Superiore

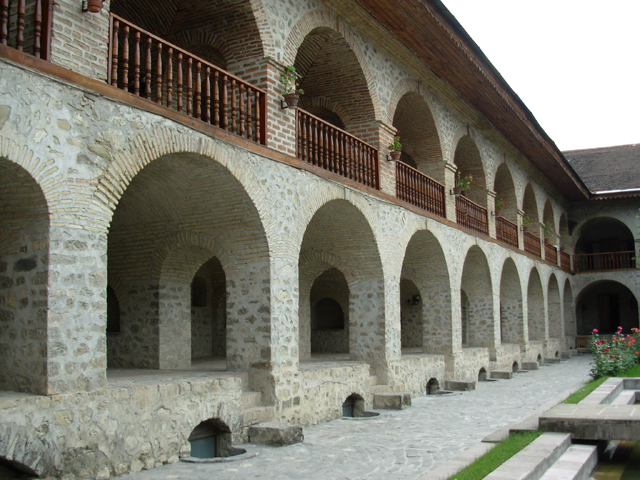

Il caravanserraglio Superiore si trova su un terreno più irregolare poiché nelle vicinanze scorre il fiume Gurjan. Ha una pianta trapezoidale con una superficie totale di 6 000 metri quadrati. L'edificio è alto 14 metri nella parte di fronte alla strada, e 8 metri nella parte interna, in base alla pendenza del terreno. Il caravanserraglio, composto da più di 300 stanze e un seminterrato, ha due cancelli d'ingresso.
L'edificio ha tre piani e il soffitto della parte interna delle porte è costituito da cupole ad arco in mattoni. Un semplice cortile, con celle di uguali dimensioni coperte da recinti, balconi del cortile, una vasca e il verde circostante completano la composizione generale del caravanserraglio.
A differenza del caravanserraglio Inferiore, il caravanserraglio Superiore non è utilizzato come albergo e in quanto monumento storico-architettonico attrae turisti e visite escursionistiche locali.